# Муравьёв-Апостол, Ипполит Иванович
Ипполит Иванович Муравьёв-Апостол (1806—1826) — декабрист, участник восстания Черниговского полка, прапорщик квартирмейстерской части. Младший брат Сергея и Матвея Муравьёвых-Апостолов.

## Биография
Родился в 1806 году.
После окончания петербургского училища колонновожатых 13 декабря 1825 года выехал к месту службы в Тульчин.
По информации словаря Брокгауза и Ефрона был членом Южного общества; биографический справочник «Декабристы» указывает на членство в  Северном обществе.
Участник восстания Черниговского полка. Когда, 3 (15) января 1826 года восставшие были разбиты отрядом гусар с конной артиллерией, раненый в левую руку при селе Ковалёвке Ипполит, не желая сдаваться в плен, застрелился.
Похоронен в общей могиле с убитым в бою М. А. Щепилло и тоже застрелившимся А. Д. Кузьминым. На их могиле не было велено ставить памятник, а вместо этого имена погибших черниговцев были прибиты к символической виселице.

## В кино
Так как ни одного его взрослого портрета не было найдено, практически никто из режиссёров его образ не экранизировал. В двухсерийном фильме «Звезда пленительного счастья» его показали очень необычным способом. Актёр в эпизодической роли брал письма, стоя спиной к зрителям.
- В фильме «Союз спасения» роль Ипполита Муравьёва-Апостола сыграл актёр Андрей Мартынов.